# ائوستا
ائوستا (به ایتالیایی: Aosta) مرکز ناحیهٔ واله دائوستا در کشور ایتالیا است. مردم در این منطقه به دو زبان ایتالیایی و فرانسوی صحبت می‌کنند.